# کنورسو (بایبورد)
کنورسو (به ترکی استانبولی: Konursu) یک منطقهٔ مسکونی در ترکیه است که در بایبورد واقع شده‌است. کنورسو ۱٬۵۷۳ نفر جمعیت دارد.